# Der Plan der Vianer
Der Plan der Vianer (Originaltitel: The Empath) ist die nach Ausstrahlungsreihenfolge zwölfte und nach Produktionsreihenfolge achte Episode der dritten Staffel der Science-Fiction-Fernsehserie Raumschiff Enterprise. Sie wurde in englischer Sprache erstmals am 6. Dezember 1968 bei NBC ausgestrahlt. In Deutschland war sie zum ersten Mal am 11. April 1988 in einer synchronisierten Fassung bei Sat.1 zu sehen, nachdem das ZDF sie bei der deutschen Erstausstrahlung der Serie in den Jahren 1972 bis 1974 übergangen hatte.

## Handlung
Im Jahr 2268 bei Sternzeit 5121.5 fliegt die Enterprise nach Minara II, um dort die Besatzung einer Forschungsstation zu evakuieren, denn der Stern des Planeten steht kurz davor, zu einer Supernova zu werden. Captain Kirk, der erste Offizier Spock und Schiffsarzt McCoy beamen auf die Oberfläche, stellen aber fest, dass die Station schon seit längerem verlassen ist. Sie sichten eine drei Monate alte Videoaufzeichnung, auf der zu sehen ist, wie die beiden Besatzungsmitglieder der Station plötzlich verschwinden. Als ein lautes Geräusch ertönt, finden sich Kirk, Spock und McCoy auf einmal selbst unvermittelt in einem unterirdischen Raum wieder.
Sie treffen dort auf eine junge, offenbar stumme Frau. McCoy gibt ihr behelfsmäßig den Namen Juwel. Zwei andere Wesen, die sich selbst als Vianer vorstellen, tauchen auf und trennen Juwel sofort wieder von Kirk und seinen Leuten, indem sie die drei in einem Kraftfeld einschließen, das seine Energie aus ihren Körpern bezieht und umso stärker wird, je mehr sie sich dagegen wehren. Als die Vianer sich wieder zurückziehen, wird das Kraftfeld deaktiviert. Kirk hat sich eine kleine Schnittwunde an der Stirn zugezogen. Als Juwel sie berührt, verschwindet sie augenblicklich, um kurz auf ihrer Stirn zu erscheinen und schließlich auch dort zu verschwinden. McCoy vermutet, dass sie eine Empathin ist, die den Schmerz anderer Wesen spüren, auf sich übertragen und schließlich neutralisieren kann.
Spock entdeckt einen weiteren Raum. Als er ihn näher untersucht, findet er dort zwei Röhren mit den toten Besatzungsmitgliedern der Forschungsstation. Daneben befinden sich drei weitere Röhren, die offensichtlich für ihn, Kirk und McCoy vorgesehen sind. Gemeinsam mit Kirk kann er die Vianer außer Gefecht setzen und das Außenteam flieht zusammen mit Juwel auf die Oberfläche. Dort scheint bereits ein von Chefingenieur Scott angeführtes Rettungsteam zu warten, doch das entpuppt sich schnell als eine Illusion der plötzlich wieder auftauchenden Vianer. Sie versichern, dass sie nur eine Versuchsperson benötigen, und erklären sich bereit, Spock und McCoy zurück auf die Enterprise zu transportieren.
Kirk wird zurück in den unterirdischen Raum gebracht. In der Absicht, seinen Überlebenswillen zu testen, lassen die Vianer ihn mit Ketten von der Decke hängen und fügen ihm mit Handgeräten Schmerzen zu. Nachdem die Vianer dieses „Experiment“ beendet haben, bringen sie Kirk wieder zu Spock und McCoy, die sie entgegen ihrer Aussage nicht zurück aufs Schiff gebracht haben, sondern in einem Kraftfeld gefangen halten. Juwel heilt Kirks Verletzungen, doch da diese sehr stark sind, verursacht ihr dies große Schmerzen und sie wird schließlich ohnmächtig.
Die Vianer wollen einen weiteren Versuch durchführen. Hierfür verlangen sie von Kirk, entweder McCoy oder Spock auszuwählen. McCoy wird ihrer Prognose zufolge dabei mit hoher Wahrscheinlichkeit sterben und Spock einen Hirnschaden erleiden. McCoy nutzt die Bedenkzeit, um Kirk heimlich ein Betäubungsmittel zu verabreichen, damit er nicht gezwungen ist, eine Entscheidung zu treffen. Als Spock sich selbst für den Versuch auswählt, betäubt McCoy auch ihn und bietet schließlich sein Leben an. Als Kirk und Spock wieder zu sich kommen, finden sie McCoy halb tot vor. Sie wollen Juwel dazu bringen, ihm zu helfen, doch da tauchen die Vianer wieder auf und schließen sie erneut in einem Kraftfeld ein. Sie offenbaren nun den Zweck ihrer Experimente: Die nahende Supernova wird sowohl den Heimatplaneten der Vianer als auch den von Juwels Spezies zerstören. Die Vianer haben die Mittel, um eine der beiden Spezies zu retten. Um ihre Wahl zu treffen, testen sie an Juwel, ob sie Überlebenswillen, Wissbegierde, Liebe zum Leben und die Bereitschaft, sich für andere zu opfern, besitzt. Dann wäre ihre Spezies es wert, gerettet zu werden. Für einen erfolgreichen Abschluss des Tests muss sie aber allein entscheiden, ob sie McCoy hilft. Sie entscheidet sich schließlich dafür, ihm seine Schmerzen zu nehmen, muss aber abbrechen, als sie zu stark werden.
Durch die Unterdrückung ihrer Emotionen gelingt es Kirk und Spock, das Kraftfeld zu verlassen. Sie verlangen von den Vianern, McCoy zu retten, doch die bestehen darauf, dass Juwel ihr Leben für ihn opfern muss. Erst als Kirk ihnen vorwirft, dass sie von anderen eine Hingabe verlangen, die sie selbst längst verlernt haben, haben die Vianer ein Einsehen. Sie heilen McCoy und verlassen schließlich zusammen mit Juwel die unterirdische Einrichtung. Das Außenteam kehrt auf die Enterprise zurück.

## Besonderheiten

### Verbindungen zu anderen Star-Trek-Produktionen
Einige Elemente aus dieser Folge wurden in späteren Star-Trek-Produktionen wieder aufgegriffen:
- In der letzten Folge von Raumschiff Enterprise (Gefährlicher Tausch) erwähnt Kirk erneut das Minara-Sternensystem.
- In Folge 2.06 (Flucht aus einem anderen Universum) der Zeichentrickserie Die Enterprise von 1974 sucht die Enterprise in einem Parallel-Universum nach dem Gegenstück von Minara.
- In der Pilotfolge Leuchtfeuer der Serie Star Trek: Discovery von 2017 trägt eines der Bücher von Captain Georgiou den Titel The Empath.

### Sonstiges
Im Vereinigten Königreich wurde Der Plan der Vianer zusammen mit den Folgen Platons Stiefkinder und Wen die Götter zerstören von der BBC viele Jahre lang bei den Ausstrahlungen von Raumschiff Enterprise ausgelassen. Ähnlich wurde auch mit der Folge Miri, ein Kleinling aus der ersten Staffel verfahren, die nach der Erstausstrahlung im Dezember 1970 zunächst nicht wiederholt wurde. Der Sender sah sich nach einer größeren Zahl von Zuschauerbeschwerden zu diesem Schritt genötigt und begründete ihn damit, dass die Themen Verrücktheit, Folter, Sadismus und Krankheit in diesen Folgen auf eine sehr unangenehme Weise behandelt würden. Daraufhin folgten zahlreiche Gegenbeschwerden von Star-Trek-Fans. Erst ab den frühen 1990er Jahren wurden die vier Folgen in Großbritannien wieder ausgestrahlt.

## Produktion

### Drehbuch
Die Folge basiert auf einer unverlangt eingesendeten Geschichte von Joyce Muskat. Robert Justman befand sie für gut und ließ Muskat daraus ein Drehbuch entwickeln, an dem Arthur Singer und Fred Freiberger noch kleinere Änderungen vornahmen. Muskat war keine professionelle Autorin, sondern Fan der Serie Raumschiff Enterprise. Der Plan der Vianer blieb ihre einzige Drehbucharbeit.

### Regie und Kamera
Ursprünglich war John Meredyth Lucas als Regisseur vorgesehen. Da er aber bei der Folge Brautschiff Enterprise den Zeitplan und das Budget überzogen hatte, wurde er abgelehnt. Robert Justman schlug als Ersatz John Erman vor. Erman hatte bereits 1963 als Regisseur für die Folge 1.10 (Nightmare) der Serie The Outer Limits gearbeitet, in der Menschen von Außerirdischen entführt und gefoltert werden. Da beide Folgen thematische Parallelen aufweisen, inszenierte Erman Der Plan der Vianer in einem ganz ähnlichen minimalistischen Stil wie Nightmare. Da Erman unzufrieden mit den Arbeitsbedingungen am Set war, blieb dies seine einzige Arbeit für Star Trek.
In Produktionsreihenfolge war dies die letzte Folge, in der Gerald Finnerman als leitender Kameramann (Director of Photography) von Raumschiff Enterprise arbeitete. Nach seinem Weggang übernahm Al Francis, der zuvor als Kameramann unter Finnermans künstlerischer Leitung gearbeitet hatte, diese Position.

### Darsteller
Willard Sage, Darsteller des Vianers Thann, hatte zuvor bereits in der von John Erman inszenierten Folge Nightmare von The Outer Limits mitgespielt.

## Adaptionen
James Blish schrieb eine Textfassung von Der Plan der Vianer, die auf Englisch erstmals 1974 in der Geschichtensammlung Star Trek 10 erschien. Die deutsche Übersetzung erschien 1976.

## Rezeption
Christian Blauvelt listete Der Plan der Vianer 2022 auf hollywood.com in einem Ranking aller 79 Raumschiff-Enterprise-Folgen auf Platz 53.
Adam Clery führte Der Plan der Vianer 2020 auf whatculture.com in einer Liste der zehn gruseligsten Star-Trek-Folgen auf Platz 4.

## Parodien und Anspielungen
In Folge 4.02 (Eine junge Dame und Dalton, der Türsteher) der Sitcom Young Sheldon von 2020 erwähnt Sheldon, dass Der Plan der Vianer die Lieblingsfolge von DeForest Kelley war.